# Henryk Raspe
Henryk Raspe (ur. 1201, zm. 16 lutego 1247 w Wartburgu) – landgraf Turyngii w latach 1242–1247, antykról niemiecki w latach 1246–1247 (w opozycji do cesarza Fryderyka II).

## Życiorys
Pochodził z dynastii Ludowingów. Był synem landgrafa Turyngii Hermana I. Od 1227 roku pełnił funkcję regenta Turyngii w imieniu swego małoletniego bratanka Hermana II. W 1242 roku został landgrafem Turyngii i prokuratorem Rzeszy. Pełnił obowiązki opiekuna młodego koregenta Konrada IV Hohenstaufa. Jako zaufany sojusznik Fryderyka II Hohenstaufa został wraz z cesarzem obłożony przez papieża ekskomuniką w 1239 roku.
W 1245 roku przekupiony przez stronnictwo propapieskie przeszedł do opozycji wobec Fryderyka II.
Po zdjęciu rzuconej na niego anatemy przez Innocentego IV, Henryk Raspe został zgodnie z wezwaniem papieskim wybrany na przywódcę niemieckich możnych, którzy mieli odsunąć od władzy Hohenstaufów. Rok później został wybrany przez część elektorów nowym królem Niemiec przeciwko Fryderykowi II i Konradowi IV.
Po objęciu władzy Henryk Raspe zdołał pokonać wojska Staufów pod Niddą, nie udało mu się jednak zwyciężyć pod Ulm. Pokonany i schorowany wycofał się do Turyngii, gdzie wkrótce zmarł. Po jego śmierci stronnictwo propapieskie wybrało nowego antykróla, którym został Wilhelm z Holandii.